# Asociace krajů České republiky
Asociace krajů České republiky (někdy jen Asociace krajů či Asociace krajů ČR, ve zkratce AKČR) je uskupení sdružující jednotlivé kraje České republiky, jejímž úkolem je hájit a prosazovat společné zájmy jejích členů. Pomáhá též se vzděláváním krajských zastupitelů a je krajům nápomocna při jejich zahraničních aktivitách.
Sídlo Asociace je v Praze ve Zborovské ulici.

## Vznik
První návrh na vytvoření Asociace krajů byl deklarován společným prohlášením hejtmanů České republiky a pražského primátora, k jehož vzniku došlo dne 5. června 2001 na palubě lodi Arnošt z Pardubic při plavbě po Labi ve východních Čechách.
Dne 8. června téhož roku byla podepsána zakladatelská smlouva a vlastní Asociace pak vznikla až úřední registrací dne 30. srpna 2001.

## Seznam členů
| Znak                         | Jméno                | Datum přistoupení | Poznámka         |
| ---------------------------- | -------------------- | ----------------- | ---------------- |
| Znak Středočeského kraje     | Středočeský kraj     | 14. září 2001     |                  |
| Znak Jihočeského kraje       | Jihočeský kraj       | 14. září 2001     |                  |
| Znak Plzeňského kraje        | Plzeňský kraj        | 14. září 2001     |                  |
| Znak Karlovarského kraje     | Karlovarský kraj     | 8. června 2001    | zakládající člen |
| Znak Ústeckého kraje         | Ústecký kraj         | 8. června 2001    | zakládající člen |
| Znak Libereckého kraje       | Liberecký kraj       | 8. června 2001    | zakládající člen |
| Znak Královéhradeckého kraje | Královéhradecký kraj | 14. září 2001     |                  |
| Znak Pardubického kraje      | Pardubický kraj      | 8. června 2001    | zakládající člen |
| Znak Kraje Vysočina          | Kraj Vysočina        | 8. června 2001    | zakládající člen |
| Znak Jihomoravského kraje    | Jihomoravský kraj    | 13. června 2002   |                  |
| Znak Olomouckého kraje       | Olomoucký kraj       | 14. září 2001     |                  |
| Znak Zlínského kraje         | Zlínský kraj         | 8. června 2001    | zakládající člen |
| Znak Moravskoslezského kraje | Moravskoslezský kraj | 8. června 2001    | zakládající člen |
| Znak Prahy                   | Praha                | 24. března 2003   |                  |

## Organizační struktura
Asociace krajů je rozdělena na:
- Radu
  - Komise Rady
- Předsedu
- Kancelář

### Rada Asociace
Rada Asociace krajů je vrcholným orgánem této organizace. Každý člen Asociace má právo na jednotlivé zasedání vyslat jednoho svého zástupce, jímž je hejtman daného kraje. Rada ze svého středu zvolí předsedu a místopředsedu či místopředsedy Asociace.

### Komise Rady Asociace
Zřízeny byly tyto komise:
- Komise pro cestovní ruch
- Komise pro dopravu
- Komise – grémium ředitelů krajských úřadů
- Komise pro financování krajů
- Komise pro informatiku
- Komise pro kulturu a památkovou péči
- Komise pro regionální rozvoj a evropské záležitosti
- Komise pro sociální záležitosti
- Komise pro školství
- Komise pro veřejnou správu
- Komise pro zdravotnictví
- Komise pro životní prostředí a zemědělství
- Komise pro vztahy s veřejností

Vedle Komisí existují ještě tzv. pracovní skupiny, a to:
- Pracovní skupina pro legislativu
- Výkonná koordinační skupina pro záležitosti evropských fondů
- Pracovní skupina pro evropské fondy

### Předseda
Předseda a místopředseda (či místopředsedové) jsou voleni a odvolání Radou. Ze své činnosti jsou odpovědni Radě Asociace.
Jejich volební období je dvouleté.

### Kancelář
Kancelář Asociace zajišťuje výkon rozhodnutí a technicky zabezpečuje činnost jednotlivých orgánů Asociace. V jejím čele je ředitel.

## Vedení asociace

### Funkční období 2000–2004

#### Předseda
- Evžen Tošenovský (ODS) – hejtman Moravskoslezského kraje[1]

#### Místopředseda
- Roman Línek (KDU-ČSL) – hejtman Pardubického kraje[2]

### Funkční období 2004–2008
K volbě vedení došlo 17. prosince 2004 na zasedání v Praze.

#### Předseda
- Evžen Tošenovský (ODS) – hejtman Moravskoslezského kraje[3]

#### Místopředsedové
- Petr Bendl (ODS) – hejtman Středočeského kraje (1. místopředseda)[3]
- Stanislav Juránek (KDU-ČSL) – hejtman Jihomoravského kraje[3]
- Josef Pavel (ODS) – hejtman Karlovarského kraje[3]
- Petr Zimmermann (ODS) – hejtman Plzeňského kraje[3]

### Funkční období 2008–2012
K volbě vedení došlo 4. prosince 2008 na zasedání v Praze.

#### Předseda
- Michal Hašek (ČSSD) – hejtman Jihomoravského kraje[4]

#### Místopředsedové
- Radko Martínek (ČSSD) – hejtman Pardubického kraje (1. místopředseda)[4]
- Jiří Běhounek (ČSSD) – hejtman Kraj Vysočina[4]
- Milada Emmerová (ČSSD, do 25. srpna 2010) – hejtmanka Plzeňského kraje[4][5]
- David Rath (ČSSD, do 25. srpna 2010) – hejtman Středočeského kraje[4][5]
- Martin Tesařík (ČSSD) – hejtman Olomouckého kraje[4]
- Stanislav Eichler (ČSSD, od 25. srpna 2010) – hejtman Libereckého kraje[5]

### Funkční období 2012–2016
Vedení bylo zvoleno na zasedání, které se uskutečnilo 5. prosince 2012 v Praze.

#### Předseda
- Michal Hašek (ČSSD) – hejtman Jihomoravského kraje[6]

#### Místopředsedové
- Jiří Běhounek (ČSSD) – hejtman Kraj Vysočina[6]
- Milan Chovanec (ČSSD) – hejtman Plzeňského kraje[6]
- Miroslav Novák (ČSSD) – hejtman Moravskoslezského kraje[6]
- Jiří Zimola (ČSSD) – hejtman Jihočeského kraje[6]

### Funkční období 2016–2020
Vedení bylo zvoleno na zasedání, které se uskutečnilo v Praze 8. prosince 2016.

#### Předsedkyně
- Jana Mračková Vildumetzová (ANO) – hejtmanka Karlovarského kraje[8]

Jana Mračková Vildumetzová na vlastní žádost kvůli svému těhotenství ke konci roku 2019 ve funkci skončila a od 1. ledna 2020 do 18. listopadu 2020 byl vedením asociace pověřen hejtman kraje Vysočina Jiří Běhounek. Od 18. listopadu do 2. prosince 2020 byl pověřen řízením hejtman Libereckého kraje Martin Půta.

#### Místopředsedové
- Jiří Zimola (ČSSD) – hejtman Jihočeského kraje[8] (1. místopředseda), v roce 2017 nahrazen Jiřím Běhounkem (ČSSD), hejtmanem kraje Vysočina
- Oldřich Bubeníček (KSČM) – hejtman Ústeckého kraje[8]
- Adriana Krnáčová (ANO) – primátorka hlavního města Prahy[8], v roce 2018 nahrazena svým nástupcem v primátorském křesle, Zdeňkem Hřibem (Piráti)
- Martin Půta (SLK/STAN) – hejtman Libereckého kraje[8]
- Jiří Čunek (KDU-ČSL) – hejtman Zlínského kraje[8]
- Jaroslava Pokorná Jermanová (ANO) – hejtmanka Středočeského kraje[9]

### Funkční období 2020–2024
Vedení bylo z důvodu koronavirové pandemie zvoleno na online zasedání 2. prosince 2020.

#### Předseda
- Martin Kuba (ODS) – hejtman Jihočeského kraje

#### Místopředseda
- Ivo Vondrák (ANO) – hejtman Moravskoslezského kraje

#### Grémium
- Martin Půta (SLK/STAN) – hejtman Libereckého kraje
- Martin Netolický (ČSSD) – hejtman Pardubického kraje
- Zdeněk Hřib (Piráti) – primátor hlavního města Prahy
- Jan Grolich (KDU-ČSL) – hejtman Jihomoravského kraje

### Funkční období 2024–2028
Vedení bylo zvoleno na zasedání konaném 26. listopadu 2024.

#### Předseda
- Radim Holiš (ANO) – hejtman Zlínského kraje[10]

### Místopředsedové
- Richard Brabec (ANO) – hejtman Ústeckého kraje (1. místopředseda)[11]
- Martin Netolický (nezávislý) – hejtman Pardubického kraje[11]